# South Stradbroke Island
South Stradbroke Island är en ö i Australien. Den ligger i delstaten Queensland, omkring 56 kilometer sydost om delstatshuvudstaden Brisbane. Arean är 19,9 kvadratkilometer. Den sträcker sig 21,3 kilometer i nord-sydlig riktning, och 3,8 kilometer i öst-västlig riktning. Genomsnittlig årsnederbörd är 1 424 millimeter. Den regnigaste månaden är januari, med i genomsnitt 275 mm nederbörd, och den torraste är oktober, med 21 mm nederbörd.